# Rhodochlora trifasciata
Rhodochlora trifasciata es una especie de polilla de la familia Geometridae. La especie fue descrita por primera vez por William Warren habiendo sido descrita en 1909, con distribución en Perú. El holotipo de la especie fue descrita en los alrededores de Agualani, Carabayo, a una altitud de 9000 pies (2743,2 m).